# شاهین‌های کالیفرنیا

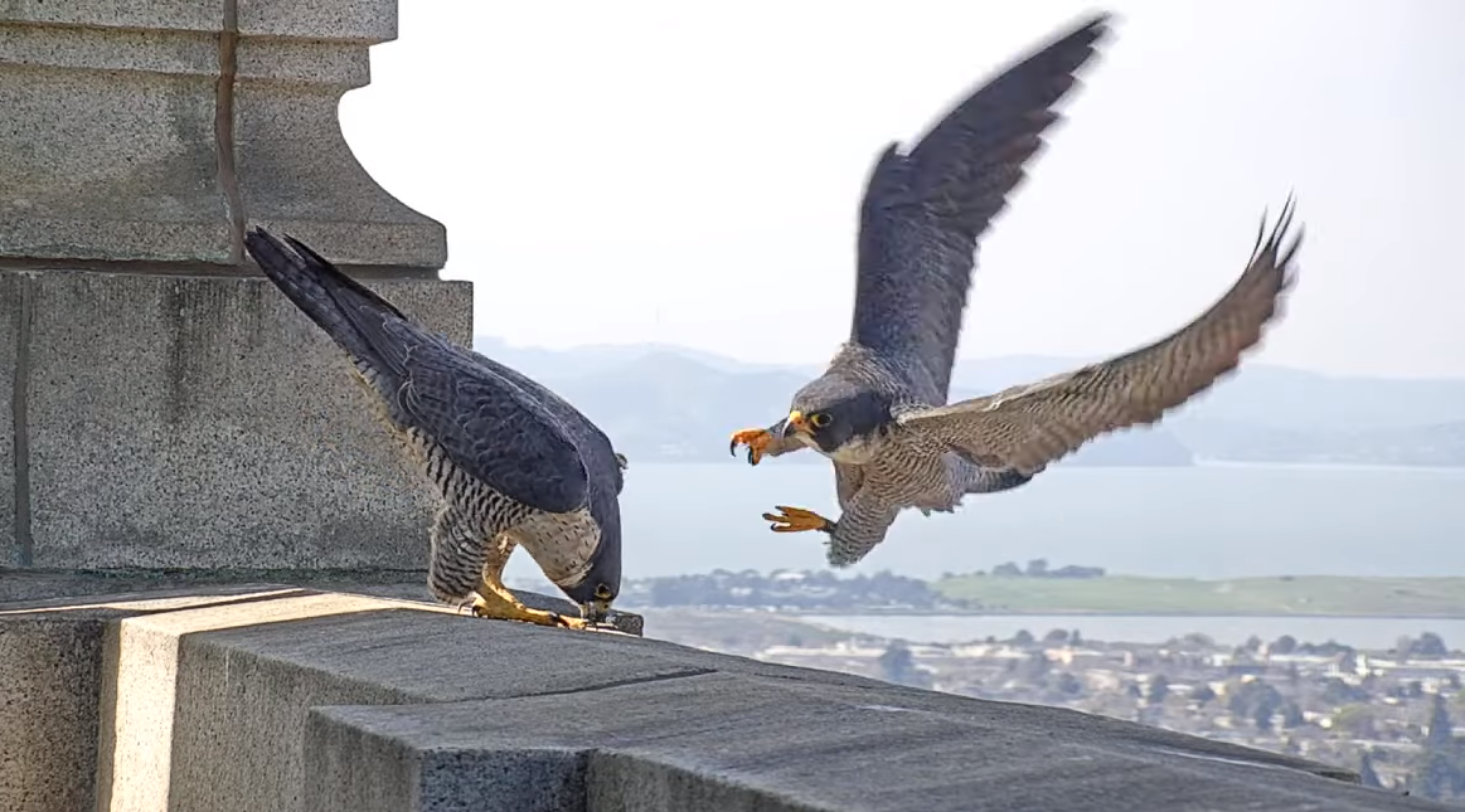
شاهین‌های بحری در دانشگاه کالیفرنیا، برکلی لانه‌سازی می‌کنند

شاهین‌های کالیفرنیا (به انگلیسی: Cal Falcons)، یک وب‌سایت و جامعه رسانه‌های اجتماعی است که دارای سه وب‌کم پخش زنده است که در یک سایت آشیانه شاهین بحری در بالای برج ساتر در دانشگاه کالیفرنیا، برکلی آموزش دیده‌اند. شاهین‌های کالیفرنیا به دلیل حضور گسترده در رسانه‌های اجتماعی و دنبال کردن آن شناخته شده‌است. پخش زنده به‌طور پیاپی در طول سال اجرا می‌شود و تمام جنبه‌های چرخه زندگی شاهین از جمله جفت‌خواهی، زادآوری، رشد و پرورش جوان‌ها را ضبط می‌کند. این سایت با دو دوربین در ژانویه ۲۰۱۹ راه‌اندازی شد.

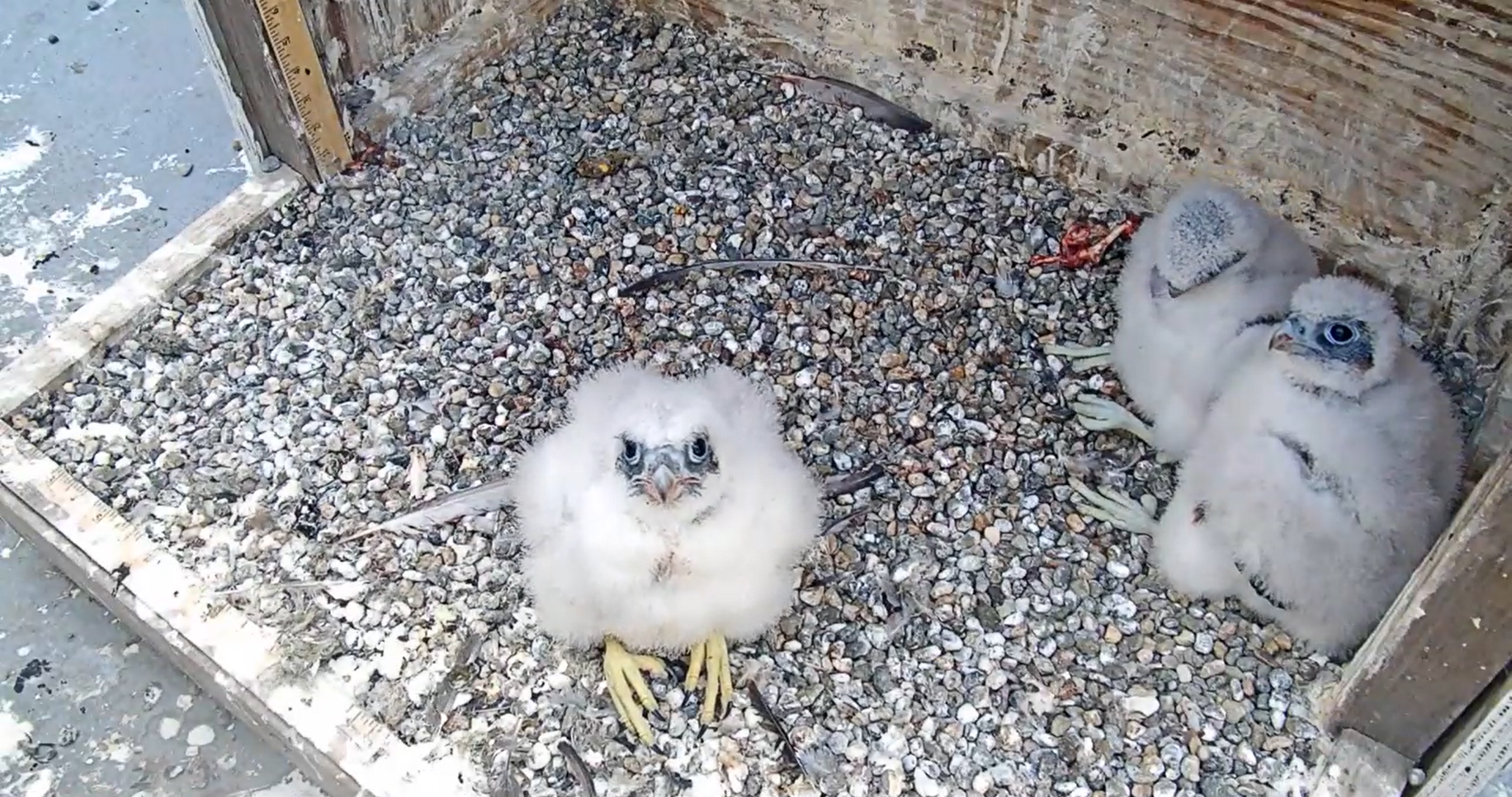
سه جوجه شاهین در جعبه آشیانه خود در بالای برج ساتر در دانشگاه کالیفرنیا، برکلی